# Čočuma
Il Čočuma (in russo Чочума?) è un fiume della Russia siberiana orientale, affluente di destra della Lena. Scorre nel Kobjajskij ulus della Sacha (Jacuzia).

## Descrizione
Il fiume ha origine a est della cresta Čočumskij (Чочумский хребет) e scorre lungo la valle in direzione sud-est, svolta poi a sud-ovest verso la cittadina di Sangar e ancora a nord-ovest a incontrare la Lena a 1 166 km dalla sua foce. La lunghezza del Čočuma è di 144 km, l'area del suo bacino è di 2 240 km².